# Episodi di The Last Dance
La prima stagione della serie televisiva The Last Dance, composta da 10 episodi, è stata distribuita su Netflix, in tutti i paesi in cui è disponibile, il 20 aprile 2020.
| n° | Titolo originale | Titolo italiano | Pubblicazione Originale | Pubblicazione Italia |
| -- | ---------------- | --------------- | ----------------------- | -------------------- |
| 1  | Episode 1        | Episodio 1      | 20 aprile 2020          | 20 aprile 2020       |
| 2  | Episode 2        | Episodio 2      | 20 aprile 2020          | 20 aprile 2020       |
| 3  | Episode 3        | Episodio 3      | 20 aprile 2020          | 20 aprile 2020       |
| 4  | Episode 4        | Episodio 4      | 20 aprile 2020          | 20 aprile 2020       |
| 5  | Episode 5        | Episodio 5      | 20 aprile 2020          | 20 aprile 2020       |
| 6  | Episode 6        | Episodio 6      | 20 aprile 2020          | 20 aprile 2020       |
| 7  | Episode 7        | Episodio 7      | 20 aprile 2020          | 20 aprile 2020       |
| 8  | Episode 8        | Episodio 8      | 20 aprile 2020          | 20 aprile 2020       |
| 9  | Episode 9        | Episodio 9      | 20 aprile 2020          | 20 aprile 2020       |
| 10 | Episode 10       | Episodio 10     | 20 aprile 2020          | 20 aprile 2020       |